# De aedificiis
De aedificiis ("Sugli edifici") è un'opera in stile encomiastico realizzata dallo storico bizantino del VI secolo Procopio di Cesarea. Composto da sei libri, descrive ed elogia gli edifici (fortificazioni militari, chiese, opere pubbliche) fatti costruire o restaurare da Giustiniano nel corso del suo regno (527-565).

## Datazione
L'anno della composizione non è certo: alcuni datano l'opera al 554, altri al 560.
Quelli che la datano al 560 si basano sul fatto che l'opera parla della costruzione di un ponte sul fiume Sangario, che secondo Teofane Confessore sarebbe iniziata intorno al 560.
Quelli che invece sostengono che fu realizzata intorno al 554 fanno notare che Procopio non parla della rivolta dei Samaritani del 555, della defezione degli Tzani del 557 e del collasso di parte di Hagia Sophia, che li induce a supporre che l'opera sia stata realizzata prima di questi avvenimenti.

## Contenuti dell'opera
- Il libro I descrive gli edifici fatti costruire da Giustiniano e Teodora nella capitale come la Chiesa di S. Sofia, le altre chiese, il palazzo, le cisterne, il convento dove vennero recluse le prostitute costrette da Giustiniano e Teodora a far penitenza per i loro passati peccati, ecc...;
- Il libro II descrive le fortificazioni fatte edificare o rinforzare da Giustiniano in Oriente, come ad esempio la fortezza di Dara;
- Il libro III descrive le fortificazioni fatte edificare o rinforzare in Armenia;
- Il libro IV descrive le fortificazioni fatte edificare o rinforzare in Europa;
- Il libro V descrive le fortificazioni fatte edificare o rinforzare in Cilicia e in Palestina;
- Il libro VI descrive le fortificazioni fatte edificare o rinforzare in Africa.

Il fatto che Procopio abbia saltato l'Italia sarebbe indice (secondo Cameron, cfr. Procopius and the sixth century) che l'opera non sarebbe completa, presumibilmente a causa della morte dell'autore. Secondo Cameron, altri sintomi di incompletezza dell'opera sarebbero i lunghi elenchi di fortezze nei libri IV e V, che secondo lo studioso contemporaneo Procopio, se avesse avuto il tempo di completare l'opera, avrebbe trasformato in una descrizione discorsiva.
Una cosa degna di nota è che Procopio sembra cambiare di nuovo idea su Giustiniano: se nelle opere passate infatti lo criticava aspramente, giungendo persino al libello, in questa opera lo loda come imperatore giusto e caritatevole, sempre disposto a soddisfare le esigenze dei sudditi. L'opera potrebbe essere stata commissionata da Giustiniano, con il risultato che Procopio sarebbe stato "costretto" a parlar bene di lui, oppure la sua opinione su quel principe potrebbe essere effettivamente cambiata in seguito a una promozione o a un favore.